# Пирмонт (Њујорк)
Пирмонт (енгл. Piermont) град је у америчкој савезној држави Њујорк.

## Демографија
По попису из 2010. године број становника је 2.510, што је 97 (-3,7%) становника мање него 2000. године.
| Група             | 2000.         | 2010.         |
| Белци             | 1.915 (73,5%) | 1.988 (79,2%) |
| Афроамериканци    | 123 (4,7%)    | 84 (3,3%)     |
| Азијати           | 203 (7,8%)    | 152 (6,1%)    |
| Хиспаноамериканци | 303 (11,6%)   | 248 (9,9%)    |
| Укупно            | 2.607         | 2.510         |